# Invasion (film espagnol, 2012)
Pour les articles homonymes, voir Invasion.
Pour plus de détails, voir Fiche technique et Distribution.
Invasion (Invasor) est un thriller espagnol réalisé par Daniel Calparsoro sorti en 2012. Il s'agit d'une adaptation du roman éponyme de Fernando Marías, édité en 2004.

## Synopsis
Pablo (Alberto Ammann), un médecin militaire espagnol, se retrouve amnésique après son retour d'Irak.

## Fiche technique
- Titre original : Invasor
- Titre français : Invasion
- Réalisation : Daniel Calparsoro
- Scénario : Javier Gullón et Jorge Arenillas, d'après le roman Invasor de Fernando Marías
- Direction artistique : Juan Pedro De Gaspar
- Décors : Angela Nahum
- Costumes : Ana López
- Photographie : Daniel Aranyó
- Son :
- Montage : Antonio Frutos et David Pinillos
- Musique : Lucas Vidal
- Production : Morena Films, Emma Lustres et Borja Pena
- Société(s) de production : Morena Films et Vaca Films
- Société(s) de distribution :  Buena Vista International
- Budget :
- Pays d'origine :  Espagne
- Langue : Espagnol
- Format : Couleurs - 35mm - 2.35:1 - Son Dolby numérique
- Genre : Thriller et guerre[1],[2],[3]
- Durée : 99 minutes
- Dates de sortie :
  - Espagne : 11 octobre 2012 (Festival international du film de Catalogne), 30 novembre 2012 (sortie nationale)

## Distribution
- Alberto Ammann : Pablo
- Antonio de la Torre : Diego
- Inma Cuesta : Ángela
- Karra Elejalde : Baza
- Luis Zahera

## Distinctions
- 1 nomination[Quoi ?]